# Pune Football Club
Il Pune Football Club è una società calcistica indiana di Pune, militante in I-League.

## Storia
La società è stata fondata nel 2007. Il club è stato promosso in I-League nel 2009, e ha raggiunto il suo miglior risultato nella stagione 2012-2013, raggiungendo il secondo posto.

## Palmarès

### Altri piazzamenti
- I-League:

Secondo posto: 2012-2013
Terzo posto: 2009-2010
- I-League 2nd Division:

Terzo posto: 2008

## Organico

### Rosa 2015-2016
| N. |                       | Ruolo | Calciatore         |
| -- | --------------------- | ----- | ------------------ |
| 1  | India (bandiera)      | P     | Amrinder Singh     |
| 2  | Brasile (bandiera)    | D     | Luciano Sabrosa    |
| 3  | India (bandiera)      | D     | Matthew Gonsalves  |
| 6  | India (bandiera)      | D     | Yumnam Raju        |
| 7  | India (bandiera)      | C     | Bineesh Balan      |
| 8  | India (bandiera)      | C     | Arata Izumi        |
| 10 | Portogallo (bandiera) | C     | Edgar Marcelino    |
| 11 | Giappone (bandiera)   | C     | Ryuji Sueoka       |
| 13 | India (bandiera)      | D     | Zohmingliana Ralte |
| 14 | India (bandiera)      | D     | Denechandra Meitei |
| 15 | India (bandiera)      | D     | Anas Edathodika    |
| 16 | India (bandiera)      | C     | Velington Rocha    |
| 17 | India (bandiera)      | C     | Dhanpal Ganesh     |
| 18 | India (bandiera)      | D     | Nawab Zeeshan      |
| 19 | India (bandiera)      | C     | Nikhil Kadam       |
| 20 | India (bandiera)      | A     | Prakash Thorat     |

| N. |                  | Ruolo | Calciatore            |
| -- | ---------------- | ----- | --------------------- |
| 21 | India (bandiera) | C     | Anthony D'Souza       |
| 22 | India (bandiera) | P     | Arup Debnath          |
| 25 | India (bandiera) | D     | Srikanth Ramu         |
| 26 | India (bandiera) | C     | Fanai Lalrempuia      |
| 27 | India (bandiera) | C     | Snehasish Chakraborty |
| 28 | India (bandiera) | A     | Thongkhosiem Haokip   |
| 29 | India (bandiera) | A     | Syed Shoaib Ahmed     |
| 30 | India (bandiera) | P     | Avilash Paul          |
| 31 | India (bandiera) | P     | Moniruzzaman Ansari   |
| 32 | India (bandiera) | C     | Surojit Bose          |
| 33 | India (bandiera) | D     | Munmun Lugun          |
| 34 | India (bandiera) | D     | Henry Monsang         |
| 35 | India (bandiera) | D     | Jessel Carneiro       |
| 36 | India (bandiera) | C     | Lalram Luaha          |